# Bezskuteczność względna
Bezskuteczność względna – rodzaj szczególnej sankcji, znajdującej zastosowanie wtedy, gdy ustawodawca w pewnych sytuacjach chce zapobiec temu, aby czynność prawna nie pozbawiała możliwości wykonywania prawa podmiotowego przysługującego osobie nieuczestniczącej w tej czynności (osobie trzeciej). Czynność prawa pozostaje ważna, co do zasady wywiera skutki prawne, jednak jest bezskuteczna względem określonej osoby (osób), zachowując przy tym walory swej skuteczności wobec innych podmiotów. 
Konstrukcja bezskuteczności względnej znajduje zastosowanie:
- z mocy konstytutywnego orzeczenia sądu: w razie np. zawarcia umowy, której wykonanie czyni całkowicie lub częściowo niemożliwym zadośćuczynienie roszczeniu osoby trzeciej (art. 59 Kodeksu cywilnego), dokonania z pokrzywdzeniem wierzycieli czynności prawnej, wskutek której osoba trzecia uzyskała korzyść majątkową (art. 527 k.c.), odrzucenia spadku z pokrzywdzeniem wierzycieli odrzucającego (art. 1024 k.c.);

- z mocy samego prawa: w przypadku np. rozporządzenia przez spadkobiercę udziałem w przedmiocie należącym do spadku, bez zgody któregoś z pozostałych spadkobierców, o ile rozporządzenie to narusza uprawnienia przysługujące temu spadkobiercy na podstawie przepisów o dziale spadku (art. 1036 k.c.)[2].